# Bianor concolor
Bianor concolor är en spindelart som först beskrevs av Eugen von Keyserling 1882.  Bianor concolor ingår i släktet Bianor och familjen hoppspindlar. Inga underarter finns listade.